# تلمبه (صورت فلکی)
تلمبه(به انگلیسی: Antlia) که از کلمه یونانی ἀντλία به معنی پمپ آب گرفته شده‌است و صور مجاور آن مار باریک، قطب‌نما، بادبان و قنطورس هستند.

## ویژگی‌های منحصر به فرد
پر نورترین ستاره آن ستاره آلفا تلمبه است که قدر ظاهری آن 4.25m می‌باشد و یک غول نارنجی است.

## اجرام عمقی آسمان
- NGC 2997: کهکشان مارپیچی.
- NGC 3132: سحابی سیاره‌ای، که سحابی حلقه‌ای جنوبینیز گفته می‌شود؛ که در قلب آن یک سیستم ستاره دوتایی می‌باشد.
- کوتوله تلمبه: کهکشان کروی کوچک با قدر14.8m متعلق به گروه محلی که در سال ۱۹۹۷ کشف شد.[۱]